# 郎霍爾門酒店
郎霍爾門酒店（瑞典語：Långholmen Hotel）是位於瑞典斯德哥爾摩省郎霍爾門的一間曾為別墅及監獄用途，現以監獄為題的酒店。酒店於1670年起為別墅；惟於18世紀被瑞典當局改為紡紗工場，及後改為監獄用途至1982年；監獄於1987年進行翻新，並在兩年後改為酒店用途。

## 歷史
1670年，瑞典啤酒商人約胡姆（Jochum Ahlstedt）在瑞典斯德哥爾摩郎霍爾門（Långholmen）這個荒島上興建一座私人別墅及花園，並把這座私人別墅命名為「艾士特維（Alstavik）」。1724年，別墅被瑞典當局收購並改建為紡紗工場，把無業遊民、女乞丐以及在適婚年齡時未婚或生兒的女人均以「生活不檢點」為罪名的「蕩女」收監。
瑞典當局於1833年基於未婚的女人過多以及犯罪率高企為由，因此把別墅改建為一個擁有200個監倉的監獄，名為計時凱特監獄（Kronokate Fängelse）；自1849年，政府決定除了把所有已判監的犯人以及候審的疑犯送到監獄外，還把得罪瑞典人的作家、藝術家、記者及政客等聲被送往這個監獄之內。1874年，當局在監獄增建500個監倉的中央監獄，並名為郎霍爾門中央監獄（Långholmen Fängelse），成為瑞典最大的監獄。
1974年，該監獄進行最後一次以斷頭台處決犯人；而最後一名犯人也於翌年離開監獄。該監獄也於1982年正式關閉。1987年，監獄進行大規模的翻新，改建為以監獄為題的酒店；酒店於1989年正式開業，並命名為郎霍爾門酒店。

## 設備
郎霍爾門酒店設有102間房間（當中包括10間特為傷殘人士而設的房間）、一個獨立的青年旅舍——郎霍爾門旅舍（Långholmen Hostel）、會議中心、博物館以及四家餐廳；博物館是對外開放的，主要介紹酒店在過去作為瑞典監獄的歷史，當中包括囚犯菜單等歷史資料。

## 外部連結
- （瑞典文） 官方網頁 （页面存档备份，存于）